# Campeonato Brasileiro de Futebol de 2007 - Série A
A Série A do Campeonato Brasileiro de Futebol de 2007 foi a 52.ª edição do principal torneio de futebol brasileiro. Iniciou-se dia 12 de maio de 2007 e teve sua última rodada realizada em 2 de dezembro de 2007.
O São Paulo conquistou o título com quatro rodadas de antecedência ao derrotar o América de Natal por 3–0 no Estádio do Morumbi. Foi o quinto título brasileiro da equipe, o segundo consecutivo. Acompanharam o clube paulista na Copa Libertadores da América de 2008 o Santos, o Flamengo e o Cruzeiro, além do Fluminense que estava previamente classificado por ser campeão da Copa do Brasil.
Na Copa Sul-Americana de 2008, realizada no segundo semestre, representaram o Brasil as equipes do São Paulo, Grêmio, Palmeiras, Atlético Mineiro, Botafogo, Vasco da Gama, Internacional e Atlético Paranaense. Corinthians, Juventude, Paraná e América de Natal foram as equipes rebaixadas e disputaram a Série B em 2008.

## Equipes participantes
| Equipe              | Cidade         | Estado | Em 2006      | Estádio           | Títulos                                                  |
| ------------------- | -------------- | ------ | ------------ | ----------------- | -------------------------------------------------------- |
| América de Natal    | Natal          | RN     | 4º (Série B) | Machadão          | 0 (não possui)                                           |
| Atlético Mineiro    | Belo Horizonte | MG     | 1º (Série B) | Mineirão          | 2 (1937, 1971)                                           |
| Atlético Paranaense | Curitiba       | PR     | 13º          | Arena da Baixada  | 1 (2001)                                                 |
| Botafogo            | Rio de Janeiro | RJ     | 12º          | Engenhão          | 2 (1968(1), 1995)                                        |
| Corinthians         | São Paulo      | SP     | 9º           | Pacaembu          | 4 (1990, 1998, 1999, 2005)                               |
| Cruzeiro            | Belo Horizonte | MG     | 10º          | Mineirão          | 2 (1966(1), 2003)                                        |
| Figueirense         | Florianópolis  | SC     | 7º           | Orlando Scarpelli | 0 (não possui)                                           |
| Flamengo            | Rio de Janeiro | RJ     | 11º          | Maracanã          | 4 (1980, 1982, 1983, 1992)                               |
| Fluminense          | Rio de Janeiro | RJ     | 15º          | Maracanã          | 2 (1970, 1984)                                           |
| Goiás               | Goiânia        | GO     | 8º           | Serra Dourada     | 0 (não possui)                                           |
| Grêmio              | Porto Alegre   | RS     | 3º           | Olímpico          | 2 (1981, 1996)                                           |
| Internacional       | Porto Alegre   | RS     | 2º           | Beira-Rio         | 3 (1975, 1976, 1979)                                     |
| Juventude           | Caxias do Sul  | RS     | 14º          | Alfredo Jaconi    | 0 (não possui)                                           |
| Náutico             | Recife         | PE     | 3º (Série B) | Aflitos           | 0 (não possui)                                           |
| Palmeiras           | São Paulo      | SP     | 16º          | Palestra Itália   | 8 (1960, 1967(1), 1967(2), 1969, 1972, 1973, 1993, 1994) |
| Paraná              | Curitiba       | PR     | 5º           | Vila Capanema     | 0 (não possui)                                           |
| Santos              | Santos         | SP     | 4º           | Vila Belmiro      | 8 (1961, 1962, 1963, 1964, 1965, 1968(2), 2002, 2004)    |
| São Paulo           | São Paulo      | SP     | 1º           | Morumbi           | 4 (1977, 1986, 1991, 2006)                               |
| Sport               | Recife         | PE     | 2º (Série B) | Ilha do Retiro    | 1 (1987)                                                 |
| Vasco da Gama       | Rio de Janeiro | RJ     | 6º           | São Januário      | 4 (1974, 1989, 1997, 2000)                               |

## Fórmula de disputa
Os 20 participantes jogaram em grupo único, todos contra todos, em turno e returno. O time que marcou mais pontos ao final das 38 rodadas foi declarado Campeão Brasileiro de 2007. O campeão, o vice-campeão e o terceiro se classificaram para a segunda fase da Libertadores de 2008; o quarto se classificou para a primeira fase da mesma. O primeiro, o quinto, o sexto, o sétimo, o oitavo, o nono, o décimo, e o décimo primeiro colocados se classificaram para a Copa Sul-Americana de 2008. Os quatro últimos times na classificação geral foram rebaixados para a disputa do Campeonato Brasileiro da Série B em 2008. Os quatro primeiros colocados da Série B de 2007 foram promovidos para a disputa da Série A em 2008.

### Critérios de desempate
Para o desempate entre duas ou mais equipes foi seguida a ordem definida abaixo:
- 1º - Número de vitórias
- 2º - Saldo de gols
- 3º - Gols feitos
- 4º - Confronto direto (apenas entre duas equipes)
- 5º - Menor número de cartões vermelhos recebidos
- 6º - Menor número de cartões amarelos recebidos
- 7º - Sorteio

## Classificação
| Pos | Equipe              | Pts | J  | V  | E  | D  | GP | GC | SG  | Classificação ou descenso                                              |
| --- | ------------------- | --- | -- | -- | -- | -- | -- | -- | --- | ---------------------------------------------------------------------- |
| 1   | São Paulo           | 77  | 38 | 23 | 8  | 7  | 55 | 19 | +36 | Segunda fase da Copa Libertadores de 2008 e Copa Sul-Americana de 2008 |
| 2   | Santos              | 62  | 38 | 19 | 5  | 14 | 57 | 47 | +10 | Segunda fase da Copa Libertadores de 2008                              |
| 3   | Flamengo            | 61  | 38 | 17 | 10 | 11 | 55 | 49 | +6  | Segunda fase da Copa Libertadores de 2008                              |
| 4   | Fluminense          | 61  | 38 | 16 | 13 | 9  | 57 | 39 | +18 | Segunda fase da Copa Libertadores de 2008                              |
| 5   | Cruzeiro            | 60  | 38 | 18 | 6  | 14 | 73 | 59 | +14 | Primeira fase da Copa Libertadores de 2008                             |
| 6   | Grêmio              | 58  | 38 | 17 | 7  | 14 | 44 | 43 | +1  | Copa Sul-Americana de 2008                                             |
| 7   | Palmeiras           | 58  | 38 | 16 | 10 | 12 | 48 | 47 | +1  | Copa Sul-Americana de 2008                                             |
| 8   | Atlético Mineiro    | 55  | 38 | 15 | 10 | 13 | 63 | 51 | +12 | Copa Sul-Americana de 2008                                             |
| 9   | Botafogo            | 55  | 38 | 14 | 13 | 11 | 62 | 58 | +4  | Copa Sul-Americana de 2008                                             |
| 10  | Vasco da Gama       | 54  | 38 | 15 | 9  | 14 | 58 | 47 | +11 | Copa Sul-Americana de 2008                                             |
| 11  | Internacional       | 54  | 38 | 15 | 9  | 14 | 49 | 44 | +5  | Copa Sul-Americana de 2008                                             |
| 12  | Atlético Paranaense | 54  | 38 | 14 | 12 | 12 | 51 | 50 | +1  | Copa Sul-Americana de 2008                                             |
| 13  | Figueirense         | 53  | 38 | 14 | 11 | 13 | 57 | 56 | +1  |                                                                        |
| 14  | Sport               | 51  | 38 | 14 | 9  | 15 | 54 | 55 | −1  |                                                                        |
| 15  | Náutico             | 49  | 38 | 14 | 7  | 17 | 66 | 63 | +3  |                                                                        |
| 16  | Goiás               | 45  | 38 | 13 | 6  | 19 | 49 | 62 | −13 |                                                                        |
| 17  | Corinthians         | 44  | 38 | 10 | 14 | 14 | 40 | 50 | −10 | Rebaixados à Série B de 2008                                           |
| 18  | Paraná              | 41  | 38 | 11 | 8  | 19 | 42 | 64 | −22 | Rebaixados à Série B de 2008                                           |
| 19  | Juventude           | 41  | 38 | 11 | 8  | 19 | 43 | 65 | −22 | Rebaixados à Série B de 2008                                           |
| 20  | América de Natal    | 17  | 38 | 4  | 5  | 29 | 24 | 80 | −56 | Rebaixados à Série B de 2008                                           |

1. ↑  O Fluminense já estava classificado para a Libertadores 2008 por ser campeão da Copa do Brasil de 2007. O São Paulo, por ser o campeão, também teve direito a disputar a Copa Sul-Americana de 2008.

## Confrontos
| Mandante \ Visitante | AMN      | ATM      | ATP      | BOT      | COR      | CRU      | FIG      | FLA      | FLU      | GOI      | GRE      | INT      | JUV      | NAU      | PAL      | PAR      | SAN      | SPA      | SPT      | VAS      |
| -------------------- | -------- | -------- | -------- | -------- | -------- | -------- | -------- | -------- | -------- | -------- | -------- | -------- | -------- | -------- | -------- | -------- | -------- | -------- | -------- | -------- |
| América de Natal     | —        | 0–1(R31) | 2–1(R13) | 1–1(R35) | 1–2(R05) | 1–2(R19) | 0–1(R03) | 0–1(R33) | 0–1(R07) | 0–3(R08) | 0–3(R37) | 1–2(R11) | 0–3(R23) | 1–5(R17) | 0–0(R28) | 3–2(R29) | 1–4(R21) | 0–1(R15) | 1–1(R25) | 0–1(R01) |
| Atlético Mineiro     | 4–2(R12) | —        | 1–1(R04) | 1–2(R21) | 5–2(R22) | 3–4(R26) | 4–1(R06) | 1–1(R09) | 3–0(R14) | 4–1(R37) | 0–1(R10) | 2–2(R27) | 4–1(R36) | 2–1(R01) | 1–2(R19) | 0–0(R34) | 1–2(R16) | 0–0(R24) | 3–1(R30) | 1–0(R32) |
| Atlético Paranaense  | 2–0(R32) | 1–0(R23) | —        | 2–0(R29) | 2–2(R16) | 2–2(R14) | 1–1(R20) | 2–0(R18) | 1–1(R06) | 0–3(R05) | 2–0(R34) | 2–1(R02) | 4–0(R12) | 1–1(R09) | 2–1(R26) | 2–1(R27) | 0–1(R03) | 2–1(R38) | 0–0(R36) | 1–0(R30) |
| Botafogo             | 4–2(R16) | 2–1(R02) | 2–0(R10) | —        | 2–3(R07) | 4–1(R34) | 1–0(R38) | 1–1(R22) | 0–2(R27) | 0–3(R28) | 3–0(R04) | 1–1(R20) | 3–1(R14) | 3–1(R06) | 1–1(R24) | 3–2(R36) | 1–2(R30) | 0–2(R18) | 3–1(R32) | 4–0(R12) |
| Corinthians          | 1–0(R24) | 0–0(R03) | 2–2(R35) | 0–1(R26) | —        | 0–3(R21) | 2–1(R33) | 2–2(R15) | 1–1(R10) | 1–0(R17) | 2–1(R19) | 1–1(R31) | 1–0(R01) | 0–3(R13) | 0–1(R08) | 0–0(R06) | 2–0(R23) | 1–1(R11) | 1–2(R28) | 0–1(R37) |
| Cruzeiro             | 2–0(R38) | 4–2(R07) | 1–1(R33) | 3–2(R15) | 0–3(R02) | —        | 1–2(R28) | 3–1(R35) | 4–2(R20) | 2–1(R11) | 2–0(R25) | 3–2(R17) | 2–3(R05) | 2–2(R31) | 5–0(R23) | 3–4(R03) | 0–1(R29) | 1–2(R13) | 2–0(R18) | 3–1(R08) |
| Figueirense          | 3–1(R22) | 2–1(R25) | 3–6(R01) | 1–1(R19) | 2–2(R14) | 2–1(R09) | —        | 4–0(R05) | 0–2(R34) | 2–1(R04) | 1–0(R16) | 0–0(R29) | 4–1(R26) | 2–0(R37) | 1–2(R21) | 4–0(R30) | 1–0(R32) | 0–0(R08) | 0–1(R12) | 3–3(R36) |
| Flamengo             | 3–1(R14) | 1–0(R28) | 2–0(R37) | 2–2(R03) | 2–1(R34) | 3–1(R16) | 4–1(R24) | —        | 0–2(R30) | 3–1(R21) | 2–0(R32) | 2–2(R06) | 4–0(R08) | 2–1(R19) | 2–4(R01) | 1–2(R12) | 1–0(R36) | 1–0(R29) | 1–0(R23) | 1–1(R26) |
| Fluminense           | 2–0(R26) | 1–1(R33) | 2–0(R25) | 1–2(R08) | 1–1(R29) | 2–2(R01) | 1–1(R15) | 0–1(R11) | —        | 3–0(R13) | 1–1(R21) | 3–0(R03) | 3–2(R37) | 2–1(R35) | 0–1(R17) | 0–0(R09) | 3–0(R19) | 1–1(R31) | 3–0(R05) | 1–1(R23) |
| Goiás                | 1–1(R27) | 3–2(R18) | 2–3(R24) | 1–1(R09) | 1–1(R36) | 0–0(R30) | 2–1(R23) | 1–3(R02) | 5–3(R32) | —        | 0–0(R12) | 2–1(R38) | 3–1(R03) | 0–3(R26) | 3–1(R06) | 2–0(R16) | 1–0(R14) | 0–0(R20) | 3–2(R10) | 2–3(R34) |
| Grêmio               | 3–0(R18) | 2–2(R29) | 1–1(R15) | 3–0(R23) | 1–1(R38) | 0–2(R06) | 1–2(R35) | 1–0(R13) | 2–0(R02) | 2–1(R31) | —        | 1–0(R26) | 3–1(R09) | 4–3(R33) | 1–1(R11) | 2–0(R20) | 1–0(R27) | 0–2(R17) | 1–0(R03) | 3–1(R24) |
| Internacional        | 2–0(R30) | 1–1(R08) | 1–0(R21) | 2–3(R01) | 3–0(R12) | 1–0(R36) | 2–1(R10) | 3–0(R25) | 1–4(R22) | 1–0(R19) | 0–2(R07) | —        | 3–0(R32) | 2–0(R04) | 2–1(R37) | 2–0(R14) | 1–0(R05) | 1–2(R28) | 0–0(R34) | 0–2(R16) |
| Juventude            | 3–0(R04) | 1–2(R17) | 0–0(R31) | 1–1(R33) | 2–2(R20) | 1–0(R24) | 1–1(R07) | 2–2(R27) | 0–0(R18) | 2–0(R22) | 1–2(R28) | 2–0(R13) | —        | 1–1(R11) | 1–1(R15) | 1–2(R02) | 0–2(R06) | 2–0(R35) | 2–1(R38) | 2–0(R10) |
| Náutico              | 4–0(R36) | 0–1(R20) | 5–0(R28) | 4–1(R25) | 1–0(R32) | 1–4(R12) | 4–1(R18) | 1–0(R38) | 0–0(R16) | 0–2(R07) | 0–2(R14) | 1–1(R23) | 4–1(R30) | —        | 0–1(R10) | 4–4(R05) | 1–2(R34) | 1–0(R02) | 2–0(R27) | 2–2(R03) |
| Palmeiras            | 2–0(R09) | 1–3(R38) | 0–2(R07) | 1–1(R05) | 1–0(R27) | 1–3(R04) | 2–1(R02) | 2–1(R20) | 1–0(R36) | 2–0(R25) | 2–0(R30) | 1–1(R18) | 0–1(R34) | 2–1(R29) | —        | 3–0(R32) | 2–2(R12) | 0–1(R22) | 1–2(R16) | 3–2(R14) |
| Paraná               | 0–1(R10) | 1–3(R15) | 2–2(R08) | 0–0(R17) | 1–0(R25) | 1–2(R22) | 1–2(R11) | 0–1(R31) | 3–1(R28) | 1–0(R35) | 3–0(R01) | 1–0(R33) | 3–1(R21) | 2–4(R24) | 1–0(R13) | —        | 2–3(R37) | 0–1(R04) | 1–0(R07) | 0–0(R19) |
| Santos               | 2–3(R02) | 2–2(R35) | 3–1(R22) | 3–0(R11) | 1–1(R04) | 4–1(R10) | 3–1(R13) | 3–0(R17) | 2–4(R38) | 3–0(R33) | 0–0(R08) | 2–1(R24) | 1–0(R25) | 1–2(R15) | 1–1(R31) | 2–0(R18) | —        | 0–2(R07) | 2–0(R20) | 1–0(R28) |
| São Paulo            | 3–0(R34) | 0–1(R05) | 2–0(R19) | 2–2(R37) | 0–1(R30) | 1–0(R32) | 2–0(R27) | 0–0(R10) | 0–1(R12) | 2–0(R01) | 1–0(R36) | 1–0(R09) | 3–1(R16) | 5–0(R21) | 0–0(R03) | 6–0(R23) | 2–1(R26) | —        | 3–1(R14) | 2–0(R06) |
| Sport                | 2–2(R06) | 2–0(R11) | 3–2(R17) | 3–3(R13) | 2–1(R09) | 1–0(R37) | 0–0(R31) | 2–2(R04) | 0–2(R24) | 4–0(R29) | 2–0(R22) | 1–5(R15) | 3–0(R19) | 4–1(R08) | 3–1(R35) | 3–1(R26) | 4–1(R01) | 1–2(R33) | —        | 0–0(R21) |
| Vasco da Gama        | 2–0(R20) | 4–0(R13) | 1–0(R11) | 2–1(R31) | 2–0(R18) | 0–2(R27) | 2–2(R17) | 1–2(R07) | 1–1(R04) | 4–1(R15) | 4–0(R05) | 1–2(R35) | 0–1(R29) | 4–1(R22) | 2–2(R33) | 3–0(R38) | 4–0(R09) | 0–2(R25) | 3–1(R02) | —        |

## Desempenho por rodada
Clubes que lideraram ao final de cada rodada:
| Rodadas | Rodadas | Rodadas | Rodadas | Rodadas | Rodadas | Rodadas | Rodadas | Rodadas | Rodadas | Rodadas | Rodadas | Rodadas | Rodadas | Rodadas | Rodadas | Rodadas | Rodadas | Rodadas | Rodadas | Rodadas | Rodadas | Rodadas | Rodadas | Rodadas | Rodadas | Rodadas | Rodadas | Rodadas | Rodadas | Rodadas | Rodadas | Rodadas | Rodadas | Rodadas | Rodadas | Rodadas | Rodadas |
| ------- | ------- | ------- | ------- | ------- | ------- | ------- | ------- | ------- | ------- | ------- | ------- | ------- | ------- | ------- | ------- | ------- | ------- | ------- | ------- | ------- | ------- | ------- | ------- | ------- | ------- | ------- | ------- | ------- | ------- | ------- | ------- | ------- | ------- | ------- | ------- | ------- | ------- |
| 1       | 2       | 3       | 4       | 5       | 6       | 7       | 8       | 9       | 10      | 11      | 12      | 13      | 14      | 15      | 16      | 17      | 18      | 19      | 20      | 21      | 22      | 23      | 24      | 25      | 26      | 27      | 28      | 29      | 30      | 31      | 32      | 33      | 34      | 35      | 36      | 37      | 38      |
| ATP     | ATP     | PAR     | BOT     | VAS     | COR     | BOT     | BOT     | BOT     | BOT     | BOT     | BOT     | BOT     | BOT     | BOT     | BOT     | SPA     | SPA     | SPA     | SPA     | SPA     | SPA     | SPA     | SPA     | SPA     | SPA     | SPA     | SPA     | SPA     | SPA     | SPA     | SPA     | SPA     | SPA     | SPA     | SPA     | SPA     | SPA     |

Clubes que ficaram na última posição do campeonato ao final de cada rodada:
| Rodadas | Rodadas | Rodadas | Rodadas | Rodadas | Rodadas | Rodadas | Rodadas | Rodadas | Rodadas | Rodadas | Rodadas | Rodadas | Rodadas | Rodadas | Rodadas | Rodadas | Rodadas | Rodadas | Rodadas | Rodadas | Rodadas | Rodadas | Rodadas | Rodadas | Rodadas | Rodadas | Rodadas | Rodadas | Rodadas | Rodadas | Rodadas | Rodadas | Rodadas | Rodadas | Rodadas | Rodadas | Rodadas |
| ------- | ------- | ------- | ------- | ------- | ------- | ------- | ------- | ------- | ------- | ------- | ------- | ------- | ------- | ------- | ------- | ------- | ------- | ------- | ------- | ------- | ------- | ------- | ------- | ------- | ------- | ------- | ------- | ------- | ------- | ------- | ------- | ------- | ------- | ------- | ------- | ------- | ------- |
| 1       | 2       | 3       | 4       | 5       | 6       | 7       | 8       | 9       | 10      | 11      | 12      | 13      | 14      | 15      | 16      | 17      | 18      | 19      | 20      | 21      | 22      | 23      | 24      | 25      | 26      | 27      | 28      | 29      | 30      | 31      | 32      | 33      | 34      | 35      | 36      | 37      | 38      |
| GRE     | GOI     | INT     | AMN     | AMN     | AMN     | AMN     | AMN     | AMN     | NAU     | NAU     | NAU     | NAU     | NAU     | AMN     | AMN     | AMN     | AMN     | AMN     | AMN     | AMN     | AMN     | AMN     | AMN     | AMN     | AMN     | AMN     | AMN     | AMN     | AMN     | AMN     | AMN     | AMN     | AMN     | AMN     | AMN     | AMN     | AMN     |

## Desenvolvimento
- Primeira rodada: O zagueiro Danilo, do Atlético Paranaense marca o primeiro gol do Campeonato Brasileiro na partida em que sua equipe derrotou o Figueirense por 6-3. Foi a primeira vitória do Atlético sobre a equipe catarinense na história do campeonato e a primeira derrota do clube catarinense em estreias da Série A e a primeira derrota do técnico Mário Sérgio no clube.[2]
- Segunda rodada: O América de Natal conseguiu a primeira vitória sobre o Santos no Campeonato Brasileiro. O resultado de 3-2 para a equipe do Rio Grande do Norte quebrou com um tabu de sem vitórias contra a equipe santista.[3]
- Segunda rodada: O Palmeiras derrota o Figueirense pelo placar de 2-1. Com esse resultado, mantém-se 100% nas duas primeiras rodadas do campeonato, fato que não acontecia desde 2001; a equipe de Florianópolis não perdia para a equipe alvi-verde no Estádio Palestra Itália pelo Brasileirão desde 1976 quando foi goleada por 4-0.[4]

- Segunda rodada: De pênalti, o então atacante Romário marca o milésimo gol de sua carreira, segundo suas contas, na vitória de sua equipe, o Vasco da Gama, sobre o Sport Recife por 3-1. Romário é o segundo jogador na história do futebol a alcançar a marca de 1.000 gols, após Pelé em 1969.[5]
- Segunda rodada: O São Paulo foi derrotado pelo Náutico por 1-0 no Estádio dos Aflitos e, com isso, perdeu sua invencibilidade no Campeonato Brasileiro, que durava desde 24 de setembro de 2006, quando caiu diante do Palmeiras por 3-1.[6]

- Terceira rodada: O clássico entre Flamengo e Botafogo resulta novamente em um empate: 2-2. É o quarto empate do ano entre os dois times e o terceiro com esse resultado.[7]
- Quarta rodada: O Internacional marca seus primeiros pontos ao vencer o Náutico, no Estádio Beira-Rio por 2-0.[8]
- Quinta rodada: Durante o intervalo da partida entre Vasco da Gama e Grêmio, uma queda de energia provocou um apagão nos refletores do Estádio de São Januário, interrompendo o jogo por uma hora. O time da casa venceu o confronto por 4-0.[9]
- Sexta rodada: O jogador Dodô, do Botafogo, acusou o uso da substância femproporex, que é proibida pela FIFA, na partida contra o Vasco da Gama.[10] Posteriormente o jogador foi previamente afastado para julgamento e absolvido por, segundo os juízes, não ser culpado pela aparição da substância. O Botafogo também não sofreu qualquer punição com o ocorrido.[11]
- Sexta rodada: O técnico Lori Sandri do América de Natal foi expulso antes do intervalo do jogo contra o Sport e saiu do estádio Ilha do Retiro algemado por desacato à autoridade. O jogo terminou 2-2.[12]
- Sétima rodada: O Grêmio que não havia vencido nenhuma partida fora de casa, derrotou o maior rival o Internacional, por 2-0 em pleno Beira-Rio no primeiro clássico Grenal do campeonato.[13]
- Oitava rodada: Na inauguração do Estádio Olímpico João Havelange, no Rio de Janeiro, o Botafogo venceu o Fluminense por 2-1. Alex Dias, do Fluminense, marcou o primeiro gol no local construído para os Jogos Pan-americanos de 2007.[14]
- Décima nona rodada: O São Paulo derrota o Atlético Paranaense por 2-0 e conquista o título simbólico de campeão do primeiro turno.[15]
- Vigésima quinta rodada: Líder do campeonato, o São Paulo venceu o Vasco no Rio de Janeiro por 2-0 e acabou com a invencibilidade dos mandantes no Estádio de São Januário que já durava um ano.[16]
- Vigésima quinta rodada: O Flamengo perdeu para o Internacional no Estádio Beira-Rio por 3-0 e tornou-se a única equipe carioca a não vencer os gaúchos em seu estádio. Foi ainda a primeira vitória do Internacional sobre equipes do Rio de Janeiro no campeonato.[17]
- Vigésima sexta rodada: O goleiro Rogério Ceni do São Paulo voltou a sofrer gols após ficar 988 minutos invicto no campeonato.[18] Mesmo assim a equipe paulista venceu o clássico contra o Santos por 2-1 e manteve a liderança com apenas oito gols sofridos.[19]
- Vigésima oitava rodada: O São Paulo vence o Sport Club Internacional por 2-1 no Beira-Rio e se torna o primeiro clube paulista a vencer tanto o Internacional quanto seu rival, o Grêmio em Porto Alegre num mesmo ano.[20]
- Vigésima nona rodada: O Flamengo vence o líder São Paulo no estádio do Maracanã por 1-0, interrompendo uma invencibilidade de 16 jogos do time paulista. O jogo teve o maior público até a rodada, com 59.098 pagantes.[21]
- Vigésima nona rodada: Quase rebaixado, o América de Natal conquistou apenas sua quarta vitória no campeonato após ficar 15 rodadas sem triunfar. Mesmo com os 3-2 sobre o Paraná Clube, a equipe potiguar está com 14 pontos a menos do penúltimo colocado Juventude e a equipe paranaense torna-se um dos poucos times que não somaram pontos no América nesse ano.[22]
- Trigésima rodada: O Corinthians venceu o São Paulo por 1-0 no Estádio do Morumbi e encerrou um tabu de quatro anos sem derrotar o rival. A última vitória havia sido um 3-2 pelo Campeonato Paulista de 2003.[23]
- Trigésima rodada: Novo recorde de público do campeonato foi quebrado no Estádio do Maracanã, no Rio de Janeiro: 61.042 espectadores assistiram a vitória do Fluminense sobre o Flamengo por 2-0 no último clássico Fla-Flu da temporada.[24]
- Trigésima primeira rodada: América de Natal perde em casa para o Atlético Mineiro por 1-0 e torna-se a primeira equipe matematicamente rebaixada a Série B de 2008. Foi a 23ª derrota da equipe do Rio Grande do Norte no campeonato, a 12ª em casa.[25]
- Trigésima segunda rodada: O Palmeiras vence o Paraná por 3-0 no Palestra Itália e encerra um jejum de vitórias sobre adversários de Curitiba nesta edição do Campeonato Brasileiro.[26]
- Trigésima segunda rodada: Mais um recorde de público, e novamente no jogo do Flamengo. O rubro-negro venceu o Grêmio por 2-0 no Maracanã diante de 73.871 presentes e 63.179 pagantes.[27]
- Trigésima quarta rodada: São Paulo vence o América de Natal por 3-0 no Estádio do Morumbi, conquista antecipadamente o seu quinto título do Campeonato Brasileiro e bate o recorde de público no campeonato: 69.989 pagantes.[28]
- Trigésima quinta rodada: Sebastián Saja, goleiro do Grêmio, marca um gol de pênalti no jogo contra o Figueirense. Após 104 anos de existência do clube, nenhum goleiro havia marcado um gol em uma partida oficial. No jogo o Figueirense virou e quebrou uma invencibilidade do Grêmio no Olímpico.[29]
- Trigésima sexta rodada: Flamengo venceu o Santos no Maracanã por 1 a 0, quebrando novamente o recorde de público este ano. Estavam presentes 87.716 torcedores, sendo 81.844 pagantes.[30]
- Trigésima sétima rodada: Juventude perde por 3-2 para o Fluminense no Maracanã e não tem mais chances de permanecer na Série A em 2008. O time de Caxias do Sul voltará a disputar a Série B do Brasileiro após 13 anos.[31]
- Trigésima sétima rodada: O atacante Fernandão, do Internacional, marca o milésimo gol do Campeonato Brasileiro de 2007 na vitória de sua equipe sobre o Palmeiras por 2-1 em Porto Alegre.[32]
- Trigésima sétima rodada: Santos e Flamengo garantem vaga na Libertadores 2008. O primeiro após vencer o Paraná de virada com três gols de Kléber Pereira em 10 minutos (3-2),[33] e a equipe do Rio de Janeiro com a vitória sobre o Atlético Paranaense por 2-0, com mais um recorde de público brasileiro: 82.044 pagantes.[34]
- Trigésima oitava rodada: Cruzeiro garante a última vaga na Copa Libertadores de 2008 ao superar o lanterna América de Natal em Belo Horizonte. O time mineiro foi beneficiado graças a vitória do maior rival, o Atlético Mineiro, sobre o Palmeiras por 3-1 em São Paulo.[35]
- Trigésima oitava rodada: Corinthians empata com o Grêmio no Estádio Olímpico de Porto Alegre, mas prejudicado pela vitória do Goiás sobre o Internacional em Goiânia, está rebaixado para a Série B pela primeira vez em sua história.[36] Outra equipe que não conseguiu escapar da segunda divisão foi o Paraná Clube, derrotado pelo Vasco da Gama em São Januário.[37]

## Artilharia
| Gols | Jogador        | Clube         |
| ---- | -------------- | ------------- |
| 20   | Josiel         | Paraná        |
| 19   | Beto Acosta    | Náutico       |
| 16   | Kléber Pereira | Santos        |
| 15   | Dodô           | Botafogo      |
| 14   | Leandro Amaral | Vasco da Gama |
| 13   | Carlinhos Bala | Sport         |
| 13   | Paulo Baier    | Goiás         |

### Hat-tricks
| Jogador        | Clube            | Adversário    | Placar | Data           | Ref.   |
| -------------- | ---------------- | ------------- | ------ | -------------- | ------ |
| Edson Borges   | América de Natal | Santos        | 3–2    | 19 de maio     | [ 3 ]  |
| André Lima     | Botafogo         | Sport         | 3–3    | 22 de julho    | [ 38 ] |
| Alecsandro     | Cruzeiro         | Fluminense    | 4–2    | 19 de agosto   | [ 39 ] |
| Thiago Neves   | Fluminense       | Internacional | 4–1    | 29 de agosto   | [ 40 ] |
| Tuta           | Grêmio           | Botafogo      | 3–0    | 2 de setembro  | [ 41 ] |
| Paulo Baier    | Goiás            | Fluminense    | 5–3    | 20 de setembro | [ 42 ] |
| Kléber Pereira | Santos           | Paraná        | 3–2    | 24 de novembro | [ 33 ] |

### Poker-tricks
| Jogador     | Clube   | Adversário | Placar | Data          | Ref.   |
| ----------- | ------- | ---------- | ------ | ------------- | ------ |
| Beto Acosta | Náutico | Botafogo   | 4–1    | 9 de setembro | [ 43 ] |

## Maiores públicos
Esses são os dez maiores públicos do Campeonato:
| Nº | Público[PP] | Mandante   | Placar | Visitante           | Estádio  | Data           | Rodada |
| -- | ----------- | ---------- | ------ | ------------------- | -------- | -------------- | ------ |
| 1  | 82.044      | Flamengo   | 2–0    | Atlético Paranaense | Maracanã | 25 de novembro | 37ª    |
| 2  | 81.844      | Flamengo   | 1–0    | Santos              | Maracanã | 11 de novembro | 36ª    |
| 3  | 69.874      | São Paulo  | 3–0    | América de Natal    | Morumbi  | 31 de outubro  | 34ª    |
| 4  | 63.189      | Flamengo   | 2–0    | Grêmio              | Maracanã | 21 de outubro  | 32ª    |
| 5  | 62.026      | Flamengo   | 2–1    | Corinthians         | Maracanã | 31 de outubro  | 34ª    |
| 6  | 61.042      | Flamengo   | 0–2    | Fluminense          | Maracanã | 7 de outubro   | 30ª    |
| 7  | 59.098      | Flamengo   | 1–0    | São Paulo           | Maracanã | 4 de outubro   | 29ª    |
| 8  | 51.552      | Flamengo   | 1–1    | Sport               | Maracanã | 1 de setembro  | 23ª    |
| 9  | 49.928      | Fluminense | 0–1    | Flamengo            | Maracanã | 16 de agosto   | 11ª    |
| 10 | 49.495      | Flamengo   | 1–1    | Vasco da Gama       | Maracanã | 16 de setembro | 26ª    |

- PP. ^ Considera-se apenas o público pagante

## Premiação
| Campeonato Brasileiro de Futebol de 2007    |
| São Paulo                                   |
| ------------------------------------------- |
| São Paulo Futebol Clube Campeão (5° título) |

### Bola de Prata
Os melhores jogadores do campeonato em suas posições, eleitos pela revista Placar através do prêmio Bola de Prata:
| Goleiro - Rogério Ceni (São Paulo) Lateral-direito - Léo Moura (Flamengo) Zagueiros - Breno (São Paulo) - Thiago Silva (Fluminense) Lateral-esquerdo - Kléber (Santos) | Volantes - Richarlyson (São Paulo) - Hernanes (São Paulo) Meias - Thiago Neves (Fluminense) - Jorge Valdivia (Palmeiras) Atacantes - Leandro Amaral (Vasco da Gama) - Beto Acosta (Náutico) |

 Vencedor da Bola de Ouro